# Pakenham (Schiff)
HMS Pakenham (G06) war ein britischer Zerstörer im Zweiten Weltkrieg und gehörte zur ersten Gruppe der standardisierten britischen Kriegszerstörer. Der Zerstörer erhielt zusätzliche Räume zur Aufnahme eines Flottillenstabes, um als Flottillenführer dienen zu können.
Die meist im Mittelmeer eingesetzte Pakenham wurde am 16. April 1943 in einem Gefecht mit italienischen Torpedobooten schwer beschädigt und nach der Übernahme der Besatzung von der sie begleitenden Paladin auf 37° 26′ 0″ N, 12° 30′ 0″ O versenkt.

## Geschichte des Zerstörers
Die spätere Pakenham wurde mit einem Schwesterschiff am 3. September 1939 bei der Werft von Hawthorn, Leslie & Co. in Hebburn am Tyne im Rahmen der „1st Emergency Destroyer Flotilla“ („O“-Klasse) in Auftrag gegeben. Diese Werft hatte die Royal Navy zwischen 1930 und 1939 mit einem Leichten Kreuzer und zehn Zerstörern beliefert. Sie verfügte dazu noch über weitere Aufträge, darunter drei Flugabwehrkreuzer der Dido-Klasse und zwei Flottenzerstörer der L-Klasse. Die Auftragslage der britischen Werftindustrie verzögerte die Fertigstellung der neuen Aufträge erheblich.
Die Hauptbewaffnung der ersten vier Zerstörerflottillen des Kriegsbauprogramms sollte bei Auftragsvergabe aus vier 4,7-inch-Mk.IX-(120-mm)-Geschützen bestehen, wie bei den Vorkriegszerstörern der „H“- und „I“-Klasse. Die Erfahrungen im ersten Kriegsjahr zeigten, dass dieses Geschütz mit einer möglichen Elevation von 40° zur Flugzeugabwehr gegen Torpedoflugzeuge auf größerer Distanz einsetzbar war. Da die Bedrohung der Flotte aus der Luft sich in Norwegen und Dünkirchen als bedrohlicher dargestellt hatte als der Kampf mit einem Gegner auf dem Wasser, wurden 1940 acht Aufträge der beiden ersten Zerstörer-Bestellungen im Kriegsbauprogramm verändert. Acht Zerstörer sollten als vorrangige Aufgabe Angriffe aus der Luft abwehren. Standardwaffe für diese Aufgabe war inzwischen ein 102-mm-Zwillingsgeschütz. Dessen Fertigung kam dem Bedarf jedoch nicht hinreichend nach. Auch hätte der Einbau dieser Doppellafetten erhebliche Umkonstruktionen des Rumpfes erfordert. So entschied man sich zur Installation von vier 4-inch-(102-mm)-Mk.V-Einzelgeschützen an Stelle der zuvor geplanten 120-mm-Kanonen. Diese Geschütze waren in ausreichender Menge vorhanden, insbesondere durch die Umrüstung schwererer Einheiten der Royal Navy auf die Zwillingslafetten.
Umgewandelt wurden die beiden Aufträge für Zerstörer der O-Klasse bei Hawthorn, Leslie & Co. und sechs weitere der P-Klasse. Die bei Hawthorn, Leslie & Co. vom Stapel gelaufenen Neubauten hatten die Namen Onslow und Onslaught erhalten. Im Sommer 1941, kurz vor der Fertigstellung der ersten Schiffe des Kriegsbauprogramms, entschied man sich zur Bildung von drei Grundvarianten der Kriegszerstörer der O- und P-Klasse. Während es von der O-Klasse zwei Varianten geben sollte, sollten jetzt alle acht Zerstörer der P-Klasse eine Hauptbewaffnung mit den 102-mm-Geschützen erhalten. So tauschten die Onslow und die Onslaught ihre Namen mit zwei kurz vor der Fertigstellung stehenden Zerstörern der P-Klasse. Die am 28. Januar 1941 als zweiter Zerstörer des Programms vom Stapel gelaufene Onslow, die als „Leader“ fertig gestellt werden sollte, tauschte nun den Namen mit der bei John Brown & Co. als „Leader“ der P-Klasse im Bau befindlichen Pakenham.
Wie bei allen für einen Flottillenstab hergerichteten Zerstörern der nach Buchstaben benannten Klassen seit der Duncan wurde mit dem Namen ein bedeutender Marineoffizier geehrt. Der Admiral Sir Thomas Pakenham (1757–1836) hatte sich als Schiffskommandant und Politiker ausgezeichnet.
Die am 4. Februar 1942 als sechster Zerstörer des Kriegsbauprogramms abgelieferte Pakenham verdrängte 1550, maximal 2270 t, war 105,2 m über alles und 100,2 zwischen den Loten lang, 10,7 m breit und hatte 4,11 m Tiefgang. Mit zwei Admiralitätskesseln erzeugten die Parson-Getriebeturbinen 40.000 PS, die über zwei Schrauben eine Höchstgeschwindigkeit von 37 kn ermöglichten. Mit einem Treibstoffvorrat von 472 t Öl war eine Reichweite von 3850 sm bei einer Marschgeschwindigkeit von 20 kn möglich.

Die Bewaffnung bestand aus fünf 102-mm-L/45-Mk.V-Schiffsgeschützen mit einer maximalen Elevation von 80° (im Gefecht nutzbar bis 60°). Je zwei waren an Bug und Heck übereinander aufgestellt. Das fünfte Geschütz erhielten alle Zerstörer der P-Klasse nach einer Planänderung 1940 an Stelle des ursprünglich geplanten hinteren Torpedorohrsatzes vor dem hinteren Deckshaus. Für die Geschütze war eine neue Verkleidung entwickelt worden, die der Bedienung vor allem Schutz vor dem Wetter bieten sollte. Die beiden Buggeschütze und das hochstehende Heckgeschütz waren so verkleidet. Die beiden hinten auf dem Hauptdeck aufgestellten Geschütze erhielten diese Schutzverkleidung nicht. Für die Nahbereichsverteidigung standen ein 40-mm-L/39-pompom-Fla-Vierling erhöht hinter dem Schornstein und zwei 20-mm-L/70-Oerlikon-Maschinenkanonen auf der Scheinwerferbrücke zwischen den Torpedorohrsätzen. Dazu verfügte das Schiff, wie die Schwesterschiffe, über einen Vierfach-21-Zoll-Torpedorohrsatz und führte bis zu 70 Wasserbomben mit sich, die mit vier Werfern und über zwei Ablaufbahnen eingesetzt wurden.
Vor der Pakenham wurden die Oribi, Offa und Onslow (ex-Pakenham) mit 120-mm-Kanonen sowie die ihr weitgehend gleichen Panther und Paladin bei den Werften Fairfield und John Brown & Co. in erheblich kürzeren Bauzeiten fertig gestellt.

### Einsatzgeschichte
Der neue Zerstörer verlegte zu letzten Tests und zum Einfahren der Besatzung nach Scapa Flow zur Home Fleet und wurde der 12. Zerstörerflottille zugeteilt.
Unter dem Kommando von Captain Eric Barry Kenyon Stevens verlegte die Pakenham ab dem 23. März 1942 in den Indischen Ozean, um an der Operation Ironclad teilzunehmen. Zusammen mit den Zerstörern Inconstant (auch gerade in Dienst gestellt) und Javelin schloss sich die Pakenham dem Truppentransport WS 17 vom Clyde nach Südafrika an. Am 28. März lief der Zerstörer mit weiteren Geleitfahrzeugen Ponta Delgada auf den portugiesischen Azoren an, um Vorräte und Treibstoff zu ergänzen. Am 30. stieß der Zerstörer wieder zum Geleit und schloss sich mit den beiden vorgenannten Zerstörern dann dem Flugzeugträger Illustrious an, der mit den Zerstörern nach Freetown vorauslief und nach befürchteten deutschen Hilfskreuzern suchte. Der Träger und die drei Zerstörer blieben sechs Tage vor Freetown, ehe sie sich am 9. April zum Weitermarsch nach Südafrika wieder dem Truppengeleit WS 17 anschlossen. Mit dem Geleitzug liefen jetzt auch das Schlachtschiff Malaya, der Kreuzer Hermione sowie zwei Zerstörer der A-Klasse und drei der L-Klasse auf dem Weg zum Indischen Ozean, die von der Force H in Gibraltar für das geplante Landungsunternehmen abgestellt waren. Der Verband erreichte am 18. April Kapstadt und am 22. Durban, wo die Pakenham zur Vorbereitung der gegen Madagaskar geplanten Landeoperationen das Truppengeleit verließ.

Im Mai verlegte der Zerstörer nach Mombasa, wo am 4. der Angriffsverband gesichert von zehn Zerstörern (darunter auch Pakenham und ihre Schwesterschiffe Panther und Paladin von der Eastern Fleet), acht Korvetten und vier Minensuchern nach Diego Suarez (heute Antsiranana) auslief. Der Angriff erfolgte am 5. Mai 1942; nach heftigen Kämpfen kapitulierten die Verteidiger am 7. Mai. Erhebliche Vichy-Kräfte zogen sich aber in den Süden zurück. Die Besetzung von Diego Suarez war der Beginn der Eroberung der von Vichy-Frankreich kontrollierten Insel. Der Generalgouverneur Armand Léon Annet kapitulierte erst am 8. November im Süden von Madagaskar.
Die Pakenham wurde gleich nach der erfolgreichen Besetzung von Diego Suarez am 9. Mai zusammen mit dem Schwesterschiff Paladin und der Inconstant zur Mediterranean Fleet in Alexandria entlassen. Die Pakenham nahm ab dem 13. Juni an der Operation Vigorous teil, bei der es nicht gelang, von Alexandria Versorgungsgüter zum belagerten Malta zu bringen. Eine Vielzahl von Luftangriffen und die ausgelaufene italienische Flotte verhinderten dies.

Im August nahm der Zerstörer an einem vorgetäuschten Geleitzug aus Haifa und Alexandria teil, der Kräfte der Achsenmächte von der gleichzeitig beginnenden „Operation Pedestal“ aus Gibraltar ablenken sollte, mit der bei schweren Verlusten einige Transporter bis nach Malta gelangten.
Als Flottillenführer der 12th Destroyer Flotilla war der Zerstörer an einer Vielzahl von Geleiten im östlichen Mittelmeer beteiligt. Am 30. Oktober griffen Pakenham und weitere Geleitfahrzeuge U 559 an, das von einer Vickers Wellesley entdeckt worden war und zwangen das U-Boot an die Oberfläche. Die deutsche Besatzung verließ ihr Boot. Ein speziell ausgebildetes Team der Petard enterte das sinkende Boot und barg Teile der Schlüsselmaschine und Schlüsselunterlagen, die für die Entschlüsselung des deutschen Führungsfunks von großer Bedeutung waren. Während der Suche explodierten die von den Deutschen gezündeten Sprengladungen zur Selbstversenkung des Bootes und zwei Mann der Petard ertranken in U 559 auf 32°30´ N, 33°00´ nordöstlich von Port Said. Die beiden Toten erhielten posthum das Georgskreuz.
Im November und Dezember war der Flottillenführer an den erfolgreichen Maltakonvois „Operation Stone Age“ und „Operation Portcullis“ beteiligt.
Pakenham hatte im Januar 1943 etliche Erfolge: zusammen mit dem Hunt-Zerstörer Hursley und einer Beaufort der RAF versenkte sie am 14. das italienische U-Boot Narvalo der Squalo-Klasse auf 34°08 N, 16°04 O, auf dem auch acht kriegsgefangene britische Offiziere starben, dann zusammen mit Javelin am 16. das Hilfsschiff Agosto Bertani (8328 BRT) und am 18. noch den Transporter Stromboli zusammen mit der Nubian und der griechischen Vasilissa Olga.

Der Rücktransport der 30.000 Mann der australischen 9. Division von Sues nach Sydney und Melbourne führte vom 4. bis zum 8. Februar 1943 zu einem Einsatz der Pakenham im Roten Meer, wo sie mit Petard, Vasilissa Olga, Isis, Hero und Derwent den Geleitzug Pamphlet mit den Transportschiffen Queen Mary, Aquitania, Ile de France, Niew Amsterdam und dem Hilfskreuzer Queen of Bermuda bis nach Aden begleitete.

### Das Ende derPakenham
Unter Commander Basil Jones fingen Pakenham und Paladin am 16. April 1943 südwestlich von Marsala ein Geleit mit dem Transporter Belluno ab, der fliehen konnte, während die italienischen Torpedoboote Cigno und Cassiopea der Spica-Klasse ein Gefecht mit den britischen Zerstörern führten. Cigno war nach Artillerietreffern der Pakenham bewegungsunfähig und wurde von einem Torpedo der Paladin versenkt. Die schwer getroffene Cassiopea konnte sich zurückziehen, als die Torpedoboote Tifone und Climene eingriffen, von denen die Climene die Cassiopea einschleppen konnte. Auch die Pakenham hatte sechs Treffer erhalten, in deren Folge der Antrieb des Schiffes ausfiel und es manövrierunfähig wurde. Paladin versuchte in der Nacht, das schwer beschädigte Schwesterschiff nach Malta zu schleppen. Am Morgen gab der Kommandant der Paladin diesen Versuch angesichts der Luftbedrohung am Tage auf, übernahm die Besatzung des Flottillenführers und versenkte das Schiff zwischen Pantelleria und der sizilianischen Küste mit einem Torpedo auf 37° 26′ N, 12° 30′ O.